# Evan Clements

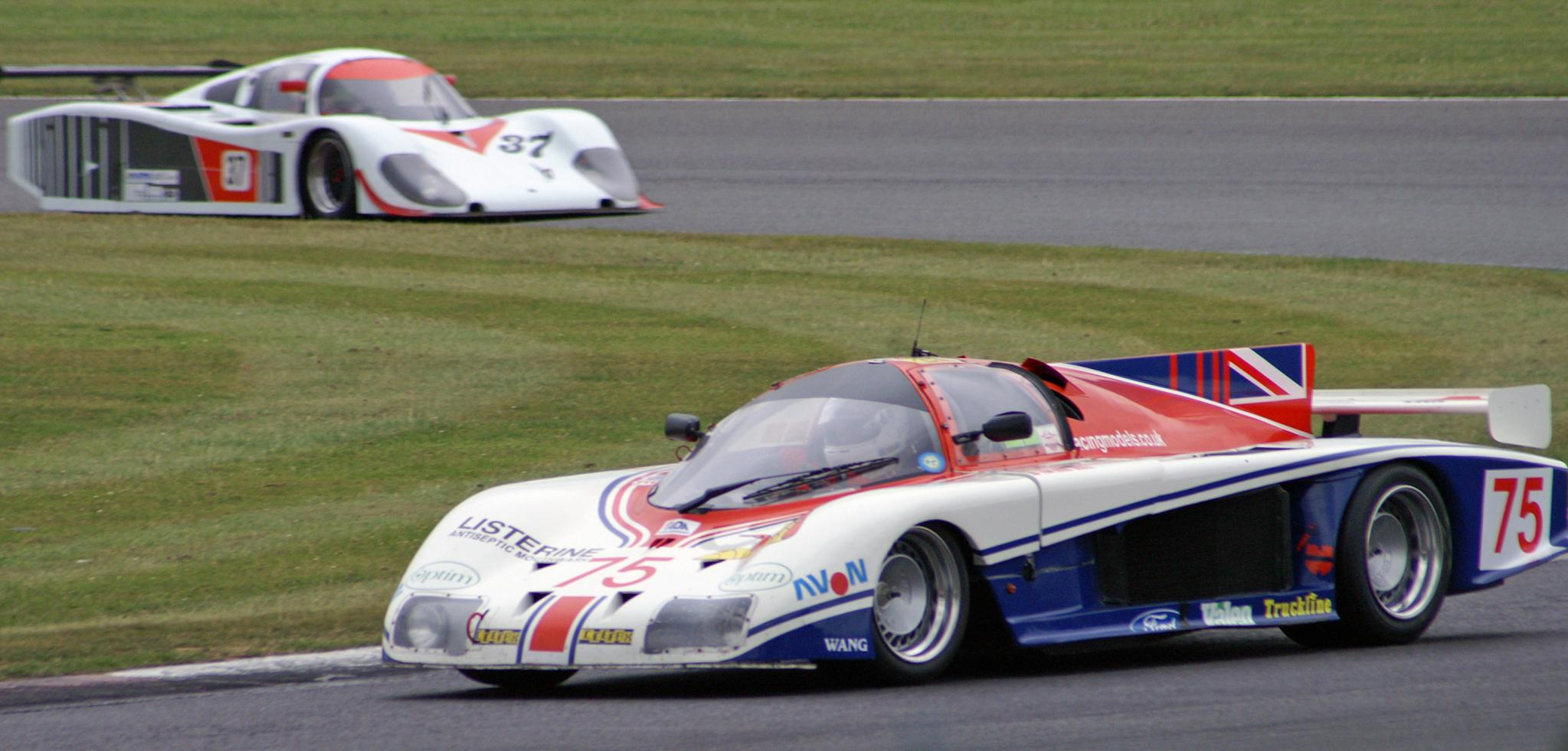
Der von Evan Clements gefahrene Gebhardt JC843

Evan Clements (* 16. Juli 1947 in London) ist ein ehemaliger britischer Autorennfahrer.

## Karriere als Rennfahrer
Evan Clements war in den 1980er-Jahren als Sportwagenpilot engagiert. Erste Erfolge feierte er in der britischen Thundersports-Serie, ab 1985 war er in der Sportwagen-Weltmeisterschaft aktiv. 1986 war er Partner von Ian Harrower und wurde mit ihm Gesamtsechster beim 360-km-Rennen von Jerez sowie Achter beim 24-Stunden-Rennen von Le Mans (dort war Tom Dodd-Noble der dritte Fahrer) und beim 1000-km-Rennen auf dem Nürburgring.
Evan Clements, Mitglied des British Racing Drivers’ Club, war viermal beim 24-Stunden-Rennen von Le Mans am Start. Beste Platzierung blieb der achte Endrang beim Debüt 1986.

## Statistik

### Le-Mans-Ergebnisse
| Jahr | Team                       | Fahrzeug       | Teamkollege   | Teamkollege         | Platzierung            | Ausfallgrund     |
| ---- | -------------------------- | -------------- | ------------- | ------------------- | ---------------------- | ---------------- |
| 1986 | ADA Engineering            | Gebhardt JC843 | Ian Harrower  | Tom Dodd-Noble      | Rang 8 und Klassensieg |                  |
| 1987 | Luigi Taverna Technoracing | Alba AR3       | Luigi Taverna | Patrick Trucco      | Ausfall                | Getriebeschaden  |
| 1988 | Cosmik GP Motorsport       | Spice SE87C    | Wayne Taylor  | Costas Los          | Ausfall                | Kupplungsschaden |
| 1989 | Roy Baker Racing           | Spice SE87C    | Dudley Wood   | Philippe de Henning | Rang 17                |                  |

### Einzelergebnisse in der Sportwagen-Weltmeisterschaft
| Saison | Team                             | Rennwagen                     | 1   | 2   | 3   | 4   | 5   | 6   | 7   | 8   | 9   | 10  | 11  |
| ------ | -------------------------------- | ----------------------------- | --- | --- | --- | --- | --- | --- | --- | --- | --- | --- | --- |
| 1985   | ADA Engineering                  | Gebhardt JC843                | MUG | MON | SIL | LEM | HOK | MOS | SPA | BRH | FUJ | SEL |     |
| 1985   | ADA Engineering                  | Gebhardt JC843                |     |     |     |     |     |     | 6   |     |     |     |     |
| 1986   | ADA Engineering                  | Gebhardt JC843 Gebhardt JC853 | MON | SIL | LEM | NÜN | BRH | JER | NÜR | SPA | FUJ |     |     |
| 1986   | ADA Engineering                  | Gebhardt JC843 Gebhardt JC853 | DNF | 16  | 8   |     | DNF | 6   | 8   | 15  | 27  |     |     |
| 1987   | Taverna Racing Tiga              | Alba AR3 Tiga GC87            | JAR | JER | MON | SIL | LEM | NÜN | BRH | NÜR | SPA | FUJ |     |
| 1987   | Taverna Racing Tiga              | Alba AR3 Tiga GC87            |     |     |     |     | DNF |     |     | DNF |     |     |     |
| 1988   | FAI Automotive Cosmik Motorsport | Tiga GC287 Spice SE87C        | JER | JAR | MON | SIL | LEM | BRÜ | BRH | NÜR | SPA | FUJ | SAN |
| 1988   | FAI Automotive Cosmik Motorsport | Tiga GC287 Spice SE87C        |     |     |     | DNF | DNF | DNF |     |     |     |     |     |